# Mimètics de BH3
Els mimètics de BH3 són molècules en estudi capaces d'imitar l'acció de les proteïnes proapoptòtiques endògenes BH3-only, pertanyents a la família de les proteïnes Bcl-2. Les proteïnes BH3-only tenen un domini BH3 que les permet unir-se a una cavitat hidrofòbica de les proteïnes antiapoptòtiques Bcl-2 i inhibir-les. Això provoca que les proteïnes proapoptòtiques de la seva família quedin lliures i puguin dur a terme processos cel·lulars que acabin provocant apoptosi o mort cel·lular.
Els mimètics d'aquestes proteïnes es fan servir com a fàrmacs per tractar diversos tipus de càncers, ja que indueixen la mort cel·lular en cèl·lules canceroses i aturen mecanismes de senyalització alterats que els confereixen una major supervivència.

## Història
ABT-737
ABT-737 és un dels mimètics de BH3 més potents. Va ser dissenyat computacionalment pels Laboratoris Abbott l'any 2005, i té una gran afinitat per les proteïnes antiapoptòtiques Bcl-2 i Bcl-XL, impedint que aquestes s’uneixin a les proteïnes proapoptòtiques de la seva família i inhibeixin els seus efectes.
S’ha demostrat una gran eficàcia com a monoteràpia al carcinoma de cèl·lules petites en pulmó i en diversos tumors limfoides com la leucèmia mieloide aguda, tot i que en línies cel·lulars derivades de tumors sòlids no ha obtingut tan bons resultats. A més, estudis preclínics han demostrat una supervivència reduïda de les plaquetes, podent provocar trombocitopènia com a efecte secundari.
ABT-263 (Navitoclax)
ABT-263 (Navitoclax) és un mimètic de BH3 que inhibeix les proteïnes Bcl-2 i Bcl-XL. Té una gran eficàcia per tractar la leucèmia limfoblàstica aguda, però, igual que amb ABT-737, en els assajos clínics es va detectar un alt risc de desenvolupar trombocitopènia com a efecte secundari. Aquesta complicació va limitar molt les dosis que es podien administrar i la possible combinació amb altres fàrmacs.

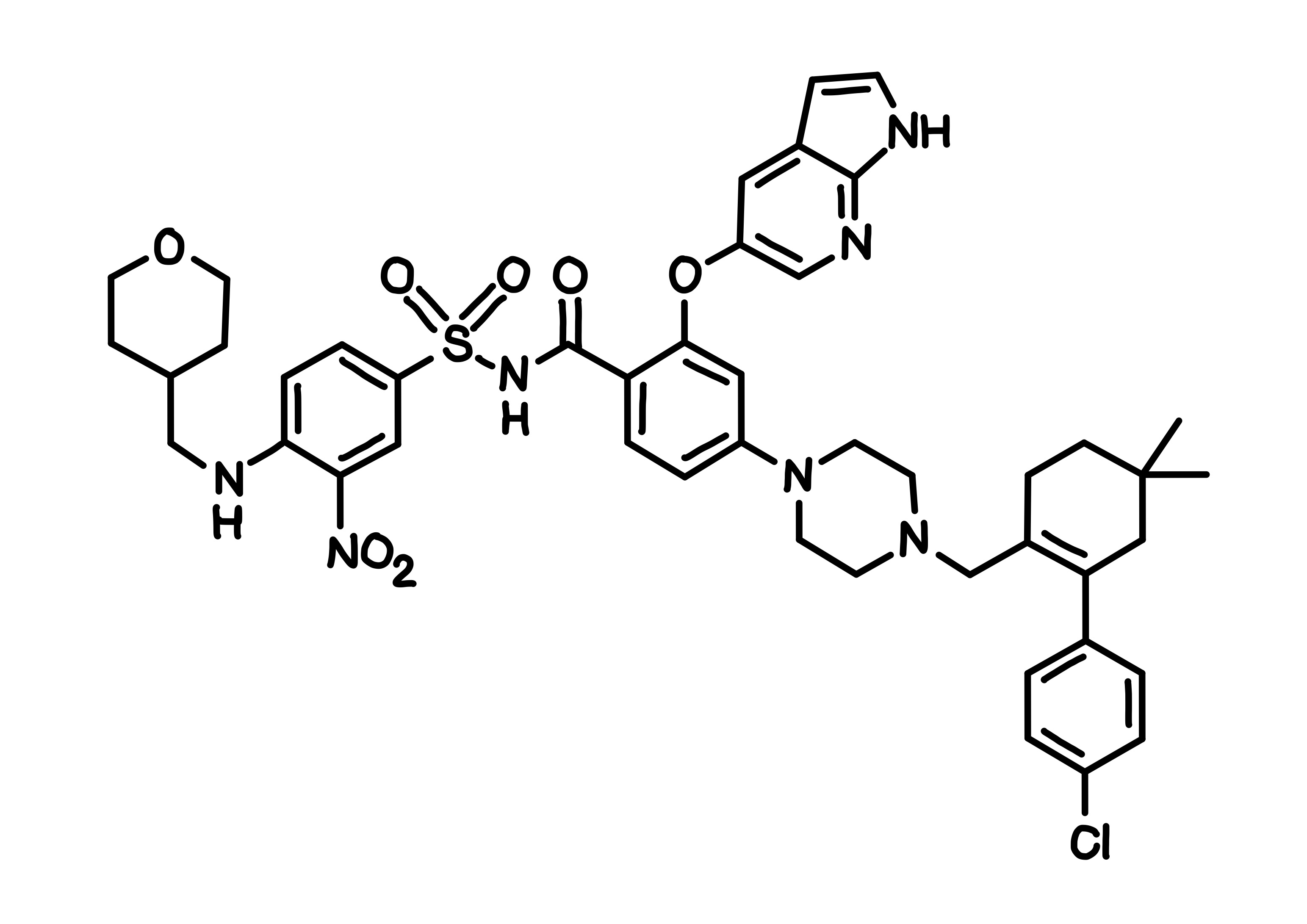
ABT-199 (Venetoclax)

ABT-199 (Venetoclax) va ser el primer mimètic de BH3 que es va fer servir com a tractament oral. 
Va ser aprovat per la FDA als EUA l'any 2016, i es fa servir sobretot pel tractament de la leucèmia limfocítica crònica.
El seu èxit és perquè no s’uneix a Bcl-XL, una proteïna directament lligada amb l’apoptosi de les plaquetes. Per tant, no té un risc tan elevat com els altres mimètics de BH3 de provocar trombocitopènia. Es va dissenyar computacionalment fent una modificació estructural de la molècula ABT-263 (Navitoclax) perquè tingués una interacció electroestàtica diferent i que només fos afí per la proteïna Bcl-2, molt present en els càncers hematològics.

## Mecanisme d'acció

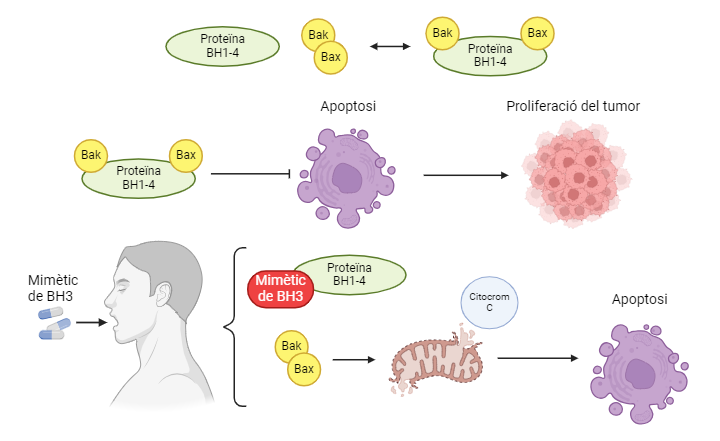
Mecanisme d'acció dels fàrmacs mimètics de BH3 en càncer

Hi ha dos tipus de proteïnes BH3-only, les activadores i les sensibilitzadores.
Davant d’estrès cel·lular, les proteïnes proapoptòtiques BH3-only activadores es transloquen als mitocondris, on activen les proteïnes efectores Bax i Bak, que posteriorment homomultimeritzen i causen la permeabilització de la membrana externa mitocondrial. Això permet l’alliberament del citocrom C i altres mediadors que desencadenen l’activació de les caspases i l’execució apoptòtica. Les proteïnes antiapoptòtiques Bcl-2 inhibeixen l'apoptosi unint-se a les proteïnes proapoptòtiques, Bax i Bak.
La sobreexpressió de les proteïnes Bcl-2 inhibirà la permeabilització de les membranes mitocondrials, mentre que la disrupció de complexos entre les proteïnes Bcl-2 antiapoptòtiques i proapoptòtiques la promourà. Les proteïnes BH3-only sensibilitzadores s’uneixen a les proteïnes antiapoptòtiques Bcl-2, impedint la seva acció. És en determinades ocasions, com en certs tipus de càncers, on les cèl·lules es tornen resistents a l’apoptosi, ja que sobreexpresen les proteïnes antiapoptòtiques Bcl-2 provocant que la seva inhibició per part de les proteïnes BH3-only no sigui suficient perquè la cèl·lula mori.
Els fàrmacs mimètics de BH3 com ABT-737 mimetitzen la funció de les proteïnes BH3-only unint-se i inhibint les proteïnes antiapoptòtiques Bcl-2. Altres estratègies tenen com a objectiu promoure la degradació de les proteïnes antiapoptòtiques, especialment Mcl-1.
L’objectiu d’aquests mimètics és sumar-se a l’acció de les proteïnes BH3-only endògenes i fer possible l’apoptosi en cèl·lules canceroses resistents. Alhora, combinar mimètics de BH3 amb quimioteràpia podria incrementar l'efecte dels fàrmacs, de manera que potenciaria l'apoptosi i disminuiria la resistència als fàrmacs que presenten les cèl·lules tumorals.

## Estructura molecular
Estructura de les proteïnes BH3-only
Segons els seus dominis BH (Bcl-2 Homology), les proteïnes de la família Bcl-2 poden dividir-se en 3 subgrups:
- El primer grup amb dominis BH1-BH4 correspon a les proteïnes antiapoptòtiques. Aquests dominis BH formen una butxaca hidrofòbica que permeten la unió de les proteïnes proapoptòtiques de la familia Bcl-2 (proteïnes BH3-only).[14]

- El segon grup amb dominis BH1-BH3 correspon a proteïnes proapoptòtiques.
- Les proteïnes del tercer grup només tenen el domini BH3 i són les anomenades "proteïnes BH3-only", i també són proapoptòtiques.

El domini BH3 és un motiu de seqüència curta definit principalment per quatre residus hidrofòbics en posicions referides com h1 a h4 (h2 és sempre una leucina en dominis BH3 proapoptòtics), un residu d'àcid aspàrtic conservat, i típicament residus amb cadenes laterals més petites (glicina i alanina) a les posicions h1+1 i h3+1.
Estructura dels mimètics de BH3
Existeixen diverses proteïnes Bcl-2 antiapoptòtiques: Bcl-2, Bcl-XL, Mcl-1 i A1. Depenent de la proteïna antiapoptòtica a la que puguin unir-se, els mimètics de BH3 presentaran estructures diferents.
- Obatoclax: uneix el seu domini BH3 amb la ranura hidrofòbica de Bcl-2, és capaç d’inhibir les 5 proteïnes apoptòtiques.

- Gossypol: és un fenol natural, i té un aldehid fenòlic el qual permeabilitza la cèl·lula i inhibeix diversos enzims, actuant també com a inhibidor de les 5 proteïnes antiapoptòtiques.[17]

- ABT-737: amb el domini BH3 s’uneix a la ranura hidrofòbica de Bcl-2. Aquest mimètic té alta afinitat per  Bcl-XL, Bcl-2 i Bcl-w; però no en té tanta per Bcl-B, Mcl-1 i A1.

- ABT-263 (Navitoclax): és un mimètic de BH3 d’estructura semblant a ABT-737, i comparteixen l’alta afinitat per Bcl-XL, Bcl-2 i Bcl-w.

- ABT-199 (Venetoclax): és un mimètic de BH3 selectiu que no interacciona amb Bcl-XL.

## Ús clínic
Actualment, l’únic fàrmac basat en mimètics de BH3 aprovat per la FDA és el Venetoclax. En 2016 es va aprovar el seu ús pel tractament de pacients amb leucèmica limfocítica crònica (LLC) amb una depleció 17p que havien estat prèviament tractats amb una altra teràpia com a mínim. L'any 2018 el seu ús es va ampliar combinant-lo amb Decitabina, Azacitidina (agents hipometilants) o Citarabina en dosis baixes pel tractament de leucèmia mieloide aguda (LMA) diagnosticada en pacients de com a mínim 75 anys o en pacients que presentessin una comorbiditat i sense quimioteràpia amb inducció intensiva indicada. Finalment, el 2019 es va ampliar el seu ús combinant-lo amb obinutuzumab en pacients adults amb LLC sense tractament previ o limfoma limfocític de cèl·lules petites.
A més a més, la European Medicines Agency (EMA) va aprovar l’ús de Venetoclax com a tractament per la LLC i la LMA de manera individual o acompanyat d’Obinutuzumab, si són pacients sense tractament previ, o de Rituximab, en casos de pacients amb un tractament previ.
Quan parlem de fàrmacs basats en mimètics de BH3 cal esmentar els principals afectes adversos que s’han presentat en la seva aplicació:
- Trombocitopènia. La proteïna Bcl-XL s’expressa fisiològicament en les plaquetes. En utilitzar fàrmacs que la inhibeixen, com ABT-737, els pacients desenvolupaven una trombocitopènia greu.[22] Per tal de solucionar aquesta problemàtica s’estan desenvolupant diverses estratègies. Una seria la utilització de fàrmacs PROTAC (proteolysis targeting chimera) com DT2216 que ubiquitiniza la proteïna d’interès, en aquest cas Bcl-XL, degradant-la.[23] També es pot optar per fer servir mimètics de BH3 que no afectin aquesta proteïna, com Venetoclax.

- Increment d'altres proteïnes antiapoptòtiques, com Bcl-XL o MCL-1. Aquesta problemàtica ocasiona una resistència en els pacients. Una possible solució seria un tractament basat en diferents fàrmacs que cobreixin un ampli espectre de proteïnes.[24]

- Cardiotoxicitat. És pròpia dels mimètics BH3 que tenen com a diana la proteïna MCL-1. Això és degut a la seva alta presència en el miocardi[25] Una solució a aquesta problemàtica seria una modulació selectiva de MCL-1 pel tumor, tenint com a diana els reguladors d’aquesta proteïna.[26]

- Síndrome de la lisi del tumor. Consisteix en un shock que pateix el cos després que un medicament elimini massa cèl·lules tumorals de cop i pot arribar a ser mortal. Ho podríem solucionar amb un control de la dosi, fent un augment progressiu d’aquesta.[27]

Cal esmentar un estudi on es posa en evidència un tipus de resistència (de manera intrínseca o després d’un tractament perllongat) amb Venetoclax en el tractament de LMA. S’han pogut relacionar diferents causes com aberracions en la proteïna tumoral p53, mutacions adquirides de pèrdua de funció de la proteïna BAX o activació de la quinasa FLT3 com a responsables d’aquesta resistència. Tanmateix, una destaca i és l’increment de mitofàgia. Tractar aquest increment de mitofàgia sensibilitza a totes les cèl·lules, independentment del tractament utilitzat, no com les causes mencionades anteriorment. Aquesta actua com un mecanisme prosupervivència, sent MFN2 un regulador important d’aquest procés. Els nivells de proteïna d’aquest es correlacionen positivament amb la resistència als fàrmacs de pacients amb LMA. Per aquest motiu, un tractament genètic o farmacològic de MFN2 o amb inhibidors de la mitofàgia, com la cloroquina, cooperen amb BH3 mimètics com Venetoclax per reduir la mitofàgia i augmentar l’apoptosi en la LMA.

## Perspectives futures
Els esforços actuals se centren a millorar l'eficàcia dels mimètics de BH3 en la clínica, com és ABT-199 (Venetoclax), mitjançant combinacions amb altres tractaments convencionals, com a quimioteràpia, anticossos monoclonals i inhibidors de proteïnes.
Així mateix, s’estan avaluant altres mimètics de BH3, dirigits contra diferents proteïnes antiapoptòtiques, com Mcl-1, per a ampliar la seva aplicació en el tractament de diverses malalties, com el mieloma múltiple, la leucèmia limfocítica crònica, el càncer de pulmó microcític i els tumors sòlids. Els més rellevants són ABT-737 i el seu equivalent oral ABT-263 (Navitoclax).
A més, es busca sintetitzar i avaluar nanopartícules multifuncionals carregades amb aquests mimètics per a potenciar la seva activitat i reduir la seva toxicitat.
Per acabar, alguns estudis recents en artritis reumatoide, artrosi, lupus eritematós sistèmic i síndrome de Sjögren suggereixen que podrien utilitzar-se aquests mimètics de BH3 com a teràpia per evitar processos invasius i destructius de teixits en algunes malalties autoimmunes.